# Banski Suchodoł
Banski Suchodoł (bułg. Бански Суходол) – szczyt w Bułgarii, w obwodzie Błagojewgrad, w północnej części pasma górskiego Piryn, wznoszący się na wysokość 2884 m n.p.m. Stanowi trzeci, po Wichrenie i Kutele, najwyższy szczyt pasma. Zbudowany przede wszystkim z marmuru.